# Barua Sagar
Barua Sagar es una ciudad y municipio situada en el distrito de Jhansi en el estado de Uttar Pradesh (India). Su población es de 25028 habitantes (2011). 

## Demografía
Según el censo de 2011 la población de Barua Sagar era de 25028 habitantes, de los cuales 13038 eran hombres y 11990 eran mujeres. Barua Sagar tiene una tasa media de alfabetización del 71,62%, superior a la media estatal del 67,68%: la alfabetización masculina es del 81,07%, y la alfabetización femenina del 61,43%.